# Krępa Kościelna
Krępa Kościelna – wieś sołecka w Polsce położona w województwie mazowieckim, w powiecie lipskim, w gminie Lipsko. Leży nad rzeczka Krępianką, przy drodze z Lipska do Iłży (nr 747).
| SIMC    | Nazwa       | Rodzaj     |
| ------- | ----------- | ---------- |
| 0628201 | Krępa-Wólka | przysiółek |

Wieś jest siedzibą rzymskokatolickiej parafii Świętych Apostołów Piotra i Pawła.

## Historia
Wieś Krępa powstała w średniowieczu. Pochodził z niej Piotr z Krępy, dowódca obrony Sandomierza przed najazdem Tatarów w 1259 r. Od Piotra pochodzą szlacheckie rodziny Dębnów, Sienieńskich i Oleśnickich. Do końca XIV w. w posiadaniu Dębnów znajdowała się Krępa, Jawor, Sienno i Wierzchowiska. 
W XIV w. wybudowany został kościół (źródła po raz pierwszy wspominają o nim w 1326 r.), będący kościołem filialnym parafii w Lipsku. 
W połowie XIV w. w  parafia Krępa cechowała się niskim poziomem zaludnienia - w okresie panowania Kazimierze Wielkiego odnotowano 330 mieszkańców parafii, co dawało gęstość zaludnienia ok. 5 osób/km kwadratowy. Na niski poziom osadnictwa miały wpływ mało urodzajne gleby oraz peryferyjne położenie Krępy i jej okolic w granicach Małopolski.
W nocy z 2 na 3 maja 1681 r. krępski kościół został obrabowany z naczyń liturgicznych przez Szymona Diaczka. Diaczek włamał się do kościoła, zabierając z chóru 20 groszy oraz 40 miar płótna. Z ołtarza natomiast zabrał mszalny kielich, wysypując znajdujące się w nim hostie. W procesie przeprowadzonym kilka dni później przed sądem wójtowskim w Lipsku, oskarżony przyznał się do kradzieży oraz profanacji hostii. Według zeznań Diaczka do przestępstwa nakłoniła go starozakonna rodzina Abrahamków z Lipska, która obiecała mu, że odkupi od niego skradzione przedmioty, za samą kradzież oferując mu pół garnca miodu.  Diaczek został pojmany następnego dnia, a 6 maja odbył się proces z udziałem m.in. administratora dóbr wojewody wołyńskiego, księcia Michała Czartoryskiego. W trakcie przesłuchań przyznał się do zarzucanych mu czynów, a także do innych kradzieży. Wyrok śmierci został wykonany 9 maja, zgodnie z wyrokiem aby mu ręce wprzód były ogniem upalone, (...) żeby na stosie drew był spalony.
Od 1714 r. Krępa była oddzielną parafią. Na początku XVIII w. właścicielem wsi był hetman polny litewski i wojewoda płocki Stanisław Denhoff, a następnie jego córka Konstancja Sanguszkowa vel Rogalińska. Sanguszkowa w 1774 r. ufundowała nowy kościół jednonawowy z drewna sosnowego z kamienną podmurówką, pokryty blachą. Parafia zyskała prawo do organizacji trzech odpustów: św. Piotra i Pawła, św. Tekli i św. Barbary.
Od 1735 r. w Krepie działało religijne Bractwo św. Barbary, patronki umierających.
W czasie powstania kościuszkowskiego parafia zorganizowała zbiórkę srebra i złota na rzecz prowadzonych walk, a informacja o zbiórce została odnotowana w kościelnych archiwach.
Krępa Kościelna była świadkiem jednej z bitw Powstania Styczniowego.
5 listopada 1863 r. na plebanii w Krępie Kościelnej spędził noc płk Dionizy Czachowski, będący w drodze do Jawora Soleckiego, gdzie został zabity przez wojska rosyjskie 6 listopada 1863 r. Na krępskim cmentarzu zostało pochowanych pięciu żołnierzy z jego oddziału, poległych pod Jaworem (Polaków i Węgrów).
W końcu XIX w. Krępa Kościelna liczyła 58 gospodarstw i 297 mieszkańców. Majątek ziemski obejmował folwark w Krępie razem z wsiami Krępa Kościelna, Krępa Górna, Ratyniec, Nowa Wieś i Bronisławów.
Drewniany kościół służył parafii do lat 30 XX w. Wobec powiększającej się liczby parafian mała budowla nie wystarczała na potrzeby miejscowej społeczności i w latach 1911-1930 staraniem księży Andrzeja Baltyna, Feliksa Horodyskiego i Józefa Dobrowicza oraz dzięki wkładowi parafian wybudowano nowy kościół pod wezwaniem św. Apostołów Piotra i Pawła. Teren poprzedniego, nieistniejącego już kościoła i otaczającego go cmentarza został upamiętniony kurhanem oraz figurą z 1851 r.. Ołtarz główny z drewnianego kościoła przeniesiono do nowej budowli i znajduje się obecnie w lewej nawie (ołtarz św. Tekli).
Ostatnimi właścicielami Krępy byli Grabowscy, a następnie Wiśniewscy - rodzice urodzonego w Krępie w 1876 r. księdza Jana Wiśniewskiego, regionalisty, działacza endeckiego i oświatowego.
W czasie I wojny światowej wieś i parafia uległy poważnym zniszczeniom. Według informacji spisanych przez księdza Andrzeja Baltyna w kronice parafialnej w 1915 r. w lipcu (...) Rosjanie spalili w parafii 78 domów, 103 stodoły, 127 stajni i 50 innych budynków, a ponadto skosili lub stratowali zasiewy, wskutek czego większa część ludności pozostała bez chleba. Dom parafialny w Krępie został kompletnie zdewastowany, a materiał zwieziony na budowę nowego kościoła ulotnił się jak kamfora. Żołnierze obrabowali dzwony kościelne, oderwali wszystkie klamki mosiężne od drzwi oraz okucia, drzwiczki i śruby od pieców.
W 1924 r. w Krępie urodził się Stanisław Sygnet, biskup pomocniczy sandomierski w latach 1976-1985.
Do 16 października 1930 wieś należała do gminy Wierzchowiska, powiat iłżecki, województwo kieleckie. W latach 1930–1954 siedziba gminy Krępa Kościelna. W latach 1954–1972 wieś należała i była siedzibą władz gromady Krępa Kościelna. W latach 1975–1998 miejscowość administracyjnie należała do województwa radomskiego.
W latach 60. i 70. XX wieku w miejscowości znajdowała się kaplica domowa Kościoła Starokatolickiego Mariawitów w domu Kazimierza i Anieli Grodzickich. Kaplica była pozostałością po parafii mariawickiej w Prędocinie. Jednak po ich śmierci ich siostrzeniec, rzymski katolik, który odziedziczył posesję, nie wyraził zgody na utrzymanie w budynku kaplicy mariawickiej.
28 października 1942 r. żandarmi niemieccy z posterunku w Lipsku rozstrzelali rodzinę Jana Tuźnika w odwecie za udzielenie schronienia partyzantowi Leopoldowi Dudkowi, ukrywającemu się wcześniej w gospodarstwie Józefa Hołuja w Leszczynach. Niemcy rozstrzelali Jana i Józefę Tuźników oraz Anielę Dudek, których zwłoki zostały spalone razem z zabudowaniami należącymi do Tuźników. Zastrzelona została również Józefa Kawałek, a Leopold Dudek został wywieziony przez Niemców w nieznanym kierunku.
Od 1984 r. funkcjonuje szkołą podstawowa, działająca wcześniej (w latach 1916-1984) w Krępie Górnej.

## Zabytki
- cmentarz parafialny z przełomy XVIII/XIX w. wpisany do rejestru zabytków[16] -  znajduje się na nim m.in.  grób księdza Stanisława Andrzejewskiego (1830-1888), działacza niepodległościowego
- figura upamiętniająca dawny kościół drewniany z 1851 r.
- figura z krzyżem z 1865 r. - najprawdopodobniej upamiętniająca powstanie styczniowe. Do czasów współczesnych zachował się jedynie napis Tę pamiątkę wystawili / r. 1865 / Gmina Wierzchowiska i Krępa. Według przekazów mieszkańców Krępy na cokole znajdował się napis upamiętniający nazwiska powstańców poległych pod Jaworem Soleckim 6 listopada 1863 r., a na polecenie władz rosyjskich napis został usunięty[17]
- tablica upamiętniająca poległych w wojnie polsko - bolszewickiej Padli na polu chwały odpierając od granic państwa polskiego pod wodzą Piłsudskiego nawałę bolszewicką w 1920 roku: P. Baryła, W. Czernik, I. Puton, J. Piątek, A. Piątek, P. Serafin. Tablica znajdowała się niegdyś przy ulicy w centrum wsi, w czasach rządów komunistycznych została przeniesiona do przedsionka krępskiego kościoła i znajduje się tam do dzisiaj.[10]